# Kelly Oubre
Kelly Paul Oubre, Jr. (Nueva Orleans, Luisiana, 9 de diciembre de 1995) es un baloncestista estadounidense que pertenece a la plantilla de los Philadelphia 76ers de la NBA. Con 2,03 metros de estatura, juega en las posiciones de alero y escolta.

## Trayectoria deportiva

### Universidad
Oubre jugó una temporada de baloncesto universitario con los Jayhawks de la Universidad de Kansas, en la que promedió 9,2 puntos y 5 rebotes en 20,9 minutos por partido.

#### Estadísticas
| Año     | Equipo | PJ | PT | MPP  | %TC  | %3P  | %TL  | RPP | APP | ROB | TPP | PPP |
| ------- | ------ | -- | -- | ---- | ---- | ---- | ---- | --- | --- | --- | --- | --- |
| 2014–15 | Kansas | 36 | 27 | 21.0 | .444 | .358 | .718 | 5.0 | .8  | 1.1 | .4  | 9.3 |

### Profesional

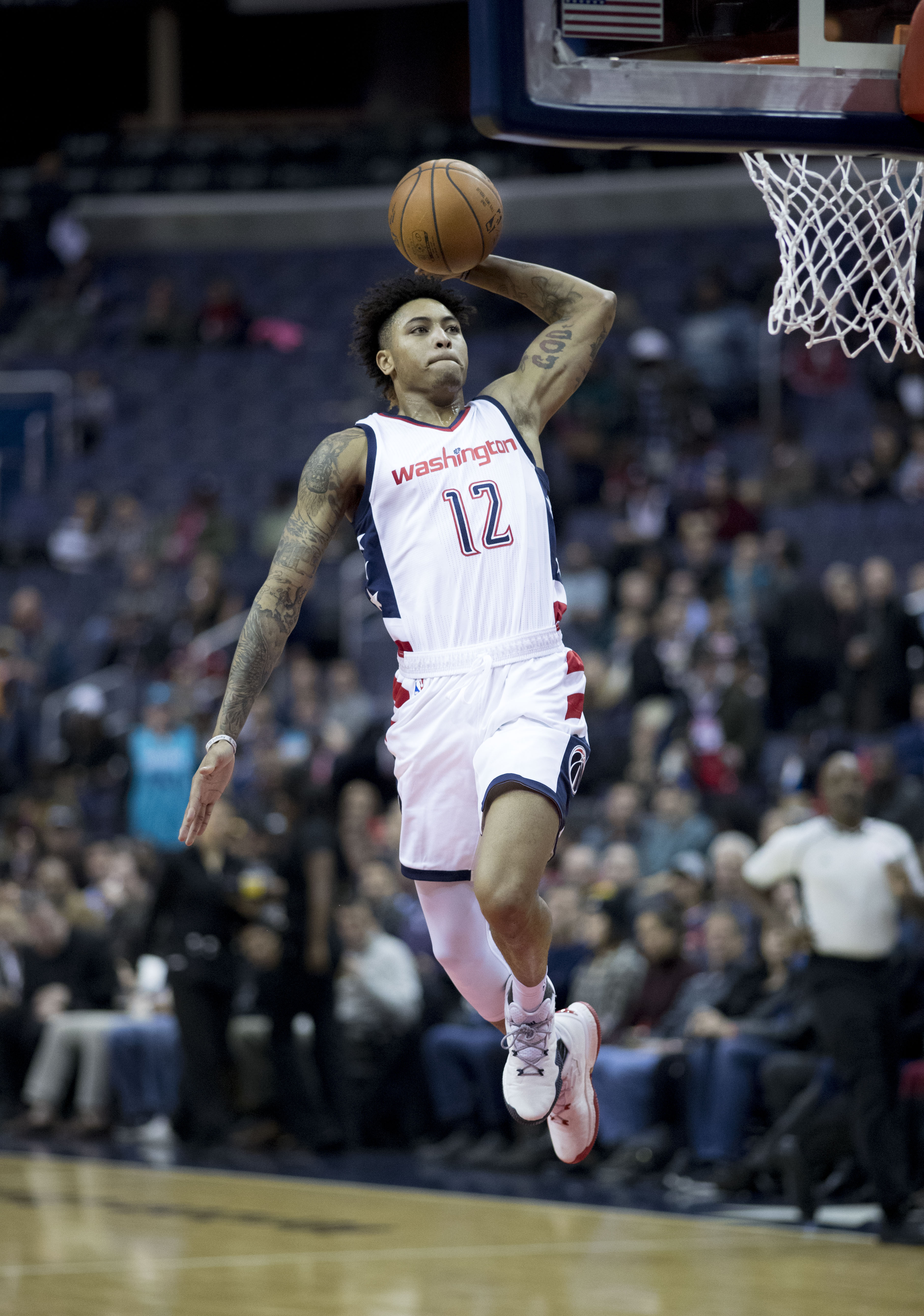
Oubre con los Wizards en 2016.

El 25 de junio de 2015, fue seleccionado en la decimoquinta posición del Draft de la NBA de 2015 por los Atlanta Hawks, siendo inmediatamente traspasado a los Washington Wizards en un acuerdo entre tres equipo que involucró a los New York Knicks.
Tras tres temporadas en la capital, a mediados de la 2018-19, el 15 de diciembre es traspasado a Phoenix Suns, junto a Austin Rivers, a cambio de Trevor Ariza.
Después de dos temporadas en Phoenix, el 16 de noviembre de 2020, es traspasado a Oklahoma City Thunder junto a Ricky Rubio, Ty Jerome, Jalen Lecque y una futura ronda a cambio de Chris Paul y Abdel Nader. Pero al día siguiente es traspasado a Golden State Warriors. El 4 de febrero de 2021, ante Dallas Mavericks, anota 40 puntos, siendo su récord personal.
El 5 de agosto de 2021, firma como agente libre con Charlotte Hornets por $25 millones y 2 años.
El 10 de noviembre de 2021, ante Memphis Grizzlies, anota 37 puntos, siendo la mejor marca de un jugador de banquillo de la franquicia de Charlotte. Pero el 26 de enero de 2022, ante Indiana Pacers, supera esta marca anotando 39 puntos.
Tras dos temporadas en Charlotte, el 26 de septiembre de 2023, firma por Philadelphia 76ers. El 11 de noviembre, fue atropellado por un vehículo mientras caminaba cerca de su residencia en el centro de Filadelfia. Fue trasladado al hospital, por lo que se perderá varios encuentros. Hasta ese momento estaba promediando 16,3 puntos y 5,1 rebotes. Regresó el 6 de diciembre ante Washington Wizards anotando 12 puntos, tras perderse 11 encuentros.
En junio de 2025 decide aceptar su opción de jugador y extiende su contrato con los Sixers por una temporada y $8,38 millones.

## Estadísticas de su carrera en la NBA

### Temporada regular
| Año     | Equipo       | PJ  | PT  | MPP  | %TC  | %3P  | %TL  | RPP | APP | ROB | TPP | PPP  |
| ------- | ------------ | --- | --- | ---- | ---- | ---- | ---- | --- | --- | --- | --- | ---- |
| 2015-16 | Washington   | 63  | 9   | 10.7 | .427 | .316 | .633 | 2.1 | .2  | .3  | .1  | 3.7  |
| 2016-17 | Washington   | 79  | 5   | 20.3 | .421 | .287 | .758 | 3.3 | .6  | .7  | .2  | 6.3  |
| 2017-18 | Washington   | 81  | 11  | 27.5 | .403 | .341 | .820 | 4.5 | 1.2 | 1.0 | .4  | 11.8 |
| 2018-19 | Washington   | 29  | 7   | 26.0 | .433 | .311 | .800 | 4.4 | .7  | .9  | .7  | 12.9 |
| 2018-19 | Phoenix      | 40  | 12  | 29.5 | .453 | .325 | .761 | 4.9 | 1.6 | 1.4 | 1.0 | 16.9 |
| 2019-20 | Phoenix      | 56  | 55  | 34.5 | .452 | .352 | .780 | 6.4 | 1.5 | 1.3 | .7  | 18.7 |
| 2020-21 | Golden State | 55  | 50  | 30.7 | .439 | .316 | .695 | 6.0 | 1.3 | 1.0 | .8  | 15.4 |
| 2021-22 | Charlotte    | 76  | 13  | 26.3 | .440 | .345 | .667 | 4.0 | 1.1 | 1.0 | .4  | 15.0 |
| 2022-23 | Charlotte    | 48  | 40  | 32.2 | .431 | .319 | .760 | 5.2 | 1.1 | 1.4 | .4  | 20.3 |
| 2023-24 | Philadelphia | 68  | 52  | 30.2 | .441 | .311 | .750 | 5.0 | 1.5 | 1.1 | .7  | 15.4 |
| 2024-25 | Philadelphia | 60  | 57  | 34.6 | .470 | .293 | .751 | 6.1 | 1.8 | 1.5 | .5  | 15.1 |
| Total   | Total        | 655 | 311 | 27.1 | .438 | .325 | .751 | 4.6 | 1.1 | 1.0 | .5  | 13.3 |

### Playoffs
| Año   | Equipo       | PJ | PT | MPP  | %TC  | %3P  | %TL  | RPP | APP | ROB | TPP | PPP  |
| ----- | ------------ | -- | -- | ---- | ---- | ---- | ---- | --- | --- | --- | --- | ---- |
| 2017  | Washington   | 12 | 0  | 15.4 | .426 | .367 | .700 | 2.3 | .3  | .8  | .4  | 5.8  |
| 2018  | Washington   | 6  | 1  | 24.7 | .375 | .211 | .889 | 3.8 | .7  | 1.0 | .5  | 9.3  |
| 2024  | Philadelphia | 6  | 6  | 37.3 | .484 | .391 | .727 | 4.0 | 1.7 | 1.8 | 1.2 | 13.2 |
| Total | Total        | 24 | 7  | 23.2 | .434 | .333 | .795 | 3.1 | .8  | 1.1 | .6  | 8.5  |